# الاتحاد العام لنقابات عمال اليمن
الاتحاد العام لنقابات عمال اليمن (YWTUF) هو المركز النقابي الوطني في اليمن. تم تشكيله في عام 1990 من خلال اندماج مؤتمر نقابات عدن والاتحاد العام لنقابات العمال. وينتسب للاتحاد العالمي لنقابات العمال.
أثرت الحرب في اليمن سلبًا على النقابات والعمال في اليمن. في عام 2017، دعا علي بلخضر، رئيس الاتحاد العام لنقابات عمال اليمن، المنظمات المالية الدولية والأمم المتحدة للضغط على الأطراف المتحاربة للاتفاق على آلية لدفع رواتب العمال. 

## النقابات
يضم الاتحاد اليمني للنقابات العمالية 350 ألف عضو في 15 نقابة، وهي:
1. النقابة العامة للنقل والمواصلات
2. النقابة العامة للمهن التعليمية والتربوية
3. النقابة العامة للمصارف والأعمال المالية والتأمينات الاجتماعية
4. النقابة العامة للبريد والاتصالات وتكنولوجيا المعلومات
5. النقابة العامة للغزل والنسيج والملابس والصناعات الجلدية
6. النقابة العامة للتدريب المهني والفني والتقني
7. النقابة العامة للخدمات الإدارية والاجتماعية
8. النقابة العامة للمياه والبيئة
9. النقابة العامة للبلديات والإسكان
10. النقابة العامة للمهن الطبية والصحية المساعدة
11. النقابة العامة للمتقاعدين
12. النقابة العامة للبناء والإنشاءات وصنع مواد البناء
13. النقابة العامة للكهرباء والطاقة
14. النقابة العامة للعاملين بالزراعة والصناعات الغذائية والأسماك
15. النقابة العامة للنفط والتعدين والكيماويات